# Academia de Ciências de Göttingen
A Academia de Ciências de Göttingen (em alemão:  Akademie der Wissenschaften zu Göttingen), fundada em 1751 pelo rei Jorge II da Grã-Bretanha, é a mais antiga instituição acadêmica da Alemanha.
O primeiro presidente da academia foi Albrecht von Haller.